# Cotacachi Cayapas Ecological Reserve
Cotacachi Cayapas Ecological Reserve är ett naturreservat i Ecuador.   Det ligger i provinsen Esmeraldas, i den norra delen av landet, 90 km norr om huvudstaden Quito.